# 泉澄一
泉 澄一（いずみ ちょういち、1932年10月12日 - 2015年3月19日）は、日本の歴史学者。専門は日本中近世史。関西大学名誉教授。
1956年、大阪学芸大学卒業。小学校や高校の教員を務めながら、1966年関西大学大学院文学研究科日本史学専攻修士課程修了。在学中は横田健一、有坂隆道、薗田香融らの指導を受けた。1979年、関西大学文学部史学・地理学科に着任。

## 主要著作

### 単著
- 『堺と博多―戦国の豪商』（創元社、1976年）
- 『堺―中世自由都市』（教育社、1981年）
- 『釜山窯の史的研究』（関西大学出版部、1986年）
- 『近世対馬陶窯史の研究』（関西大学出版部、1991年）
- 『対馬藩藩儒 雨森芳洲の基礎的研究』（関西大学出版部、1997年）
- 『対馬藩の研究』（関西大学出版部、2002年）

### 編著
- （中村幸彦・水田紀久）『縞紵風雅集 雨森芳洲全書一』（関西大学出版部、1979年）
- （中村幸彦・水田紀久）『芳洲文書 雨森芳洲全書二』（関西大学出版部、1980年）
- 『宗氏実録-対馬藩史料（1）』（清文堂出版、1981年）
- （中村幸彦・水田紀久）『芳洲外交関係資料集 雨森芳洲全書三　書翰』（関西大学出版部、1982年）
- （中村幸彦・水田紀久）『続芳洲外交関係資料集 雨森芳洲全書四』（関西大学出版部、1984年）
- 『宗氏実録―対馬藩史料（2）』（清文堂出版、1988年）